# Station Slangerup
Station Slangerup was een station in Slangerup, Denemarken.
Het station is geopend op 20 april 1906 en was het eindpunt van de lijn naar Slangerup. In 1954 werd het station gesloten.